# ルシアン・ゴーラール
ルシアン・ゴーラール（Lucien Gaulard、1850年 - 1888年11月26日）、あるいはルシアン・ゴラールは、交流電力の送電のための装置を発明したフランスの発明家である。

## 生涯
ゴーラールはパリで生まれた。
ゴーラールは、イングランドのジョン・ディクソン・ギブス (John Dixon Gibbs) と共に変圧器を開発した。ゴーラールとギブスは1881年にロンドンでこの装置を公開し、また1884年にはイタリアのトリノでも公開して、後に交流の送電システムへ採用されることになった。彼らの設計した変圧器の特徴は、当時のイギリスの電力供給事業に関する法律で、電力事業者側が電力使用者の使う電気器具の仕様を指定することができないことになっていることに適合するように、変圧器の電圧を可変できるように作られていたことである。これは、電力事業者によって特定の電球の使用が規定されて独占を招くことを防ぐための規定であったが、電圧が標準化されておらず市場に様々な電球が出現されつつあった当時の状況では、電圧を可変にできることが要求されることになった。このために、複数のコイルの間の接続関係を切り替えられるようになっており、また鉄心をコイルの中に差し込んだり外したりできるようにもなっていた。しかしこの鉄心の出し入れのために、鉄心の磁気回路は閉じておらず、磁界の損失を招いていた。これは効率を下げることになったが、ゴーラール自身も「電圧を可変するのでなければ、閉じた方が効率がよいであろう」と述べている。
1882年、1884年、1885年にゴーラールとギブスは変圧器に関する特許を出願したが、これらはセバスチャン・フェランティやその他の請求により覆されてしまった。
後にはこのアイデアをアメリカ合衆国のウェスティングハウス・エレクトリックへ売却した。1885年、ウェスティングハウス・エレクトリックで働いて交流送電システムを研究していたウィリアム・スタンリーがゴーラールとギブスの考えに基づく初めての実用的な、現代の変圧器の元になった変圧器を製作した。変圧器自体は新しいものではなかったが、ゴーラール・ギブス式の設計は大量の電力を取り扱い、製造するのが簡単な最初のものであった。ウェスティングハウスは、ピッツバーグで交流送電網を実験するためにゴーラール・ギブス式変圧器とシーメンスの交流発電機を大量に輸入した。
ゴーラールはパリの病院で亡くなった。彼の発明に関する特許が無効になってしまったために、最後は理性を失っていたと言われる。ゴーラールに関する記念プレートがイタリアのランツォ・トリネーゼ にある。